# Corbulopsora
Corbulopsora is een geslacht van roesten uit de familie Pucciniaceae. De typesoort is Corbulopsora clemensiae.

## Soorten
Volgen Index Fungorum telt dit geslacht drie soorten (peildatum augustus 2023):
| Soortnaam               | Auteur(s) | Publicatiejaar |
| ----------------------- | --------- | -------------- |
| Corbulopsora clemensiae | Cummins   | 1940           |
| Corbulopsora cumminsii  | Thirum.   | 1947           |
| Corbulopsora gravida    | Cummins   | 1940           |